# 23788 Cofer
23788 Cofer è un asteroide della fascia principale. Scoperto nel 1998, presenta un'orbita caratterizzata da un semiasse maggiore pari a 2,2861531 UA e da un'eccentricità di 0,1480258, inclinata di 2,85251° rispetto all'eclittica.